# Онлайн журналистика
Онлайн журналистиката се определя като репортаж на факти, публикувани и разпространявани чрез Уеб.
Ранен лидер е „Дъ Нюз Енд Обзървър“, базиран в Ралей, Северна Каролина. Стив Йелвингтън пише на уебсайта на института Пойнтър за „Нандо“, собственост на Ди Ен Енд Оу, казвайки „Нандо еволюира в първия сериозен, професионален новинарски сайт в Световната мрежа дълго преди Си Ен Ен, Ем Ес Ен Би Си и други последователи“. Заражда се в началото на 1990-те като „Нандо Ленд“.
Много новинарски агенции, основани на друг тип медия, също разпространяват новини онлайн, но обемът от новото средство, който те използват, се различава. Някои новинарски агенции използват уеб пространството ексклузивно или като вторичен канал за разпространение на тяхното съдържание. Асоциацията за онлайн новини е главната организация представляваща онлайн журналистите, с повече от 800 члена.
Интернет предизвиква традиционните новинарски агенции по няколко начина. Вестниците могат да губят от тематичното рекламиране на уебсайтовете, които прицелват аудиторията си според интерес, а не по географски признаци. Тези агенции са загрижени за реалната и планирана загуба на зрители и преориентирането им към Интернет. Доходът, печелен от рекламиране в новинарските сайтове, понякога е твърде нисък, за да издържа сайтовете. Дори преди появата на Интернет технологията и други фактори са разделяли вниманието на хората, водейки към повече, но по-тесни медийни канали.

## Работа извън традиционната преса
Интернет също така дава възможност за участие на повече хора, които по професия не са журналисти, например Инди Медия (Макс Перес).
Блогърите пишат по уеб логове и блогове. Професионалистите журналисти често не считат автоматично блогърите за журналисти. Причината за това е по-скоро в стандартите и професионалните практики, отколкото в средството за изразяване. От 2005 година обаче блогингът всеобщо е спечелил повече внимание и е довел до някои ефекти върху преобладаващата насока в журналистиката – като разкриване на проблеми, свързани с телевизионен репортаж за личната охрана на президента Буш.
Други важни инструменти на онлайн журналистиката са Интернет форумите, дискусионните табла и чатове и по-специално тези, които представят интернет версията на официалните медии. Широко разпространената употреба на интернет по целия свят създава уникална възможност да съществува място за дискусии и за двете страни на даден конфликт, като Израелско-палестинския и Руско-чеченската война. Често това дава неповторим шанс за намиране на нови, алтернативни решения за разрешаване на конфликта, но също така и за създаване на ново бойно поле на противоречащите си страни, създавайки безкрайни „онлайн битки“.
Повечето интернет потребители смятат, че онлайн източниците са често по-малко пристрастни и по-информативни, отколкото официалната медия. Това твърдение е често подкрепяно от убеждението, че онлайн журналистите са просто доброволци и свободно практикуващи журналисти, които не получават пари за тяхната дейност и следователно са свободни от корпоративна етика. Но от скоро много интернет форуми започват да модерират техните табла, заради заплахата от вандализъм, което много потребители виждат като форма на цензура.
Някои онлайн журналисти имат амбицията дългосрочно да заменят главния медиен поток. Някои независими форуми и дискусионни табла вече са достигнали високо ниво на популярност, сравнимо с главните новинарски агенции, като телевизия и вестници. Особено интересни са About.com в Съединените щати и Expatica в Западна Европа и много други.
Интернет радиата и подкастовете са друга развиваща се независима медия, базирана в Интернет.

## Проблеми в съдебната система
Един зараждащ се проблем с онлайн–журналистиката в САЩ е, че в много щати лица, които публикуват само в мрежата, не са защитени от правата, които дава Първата поправка на Конституцията на САЩ, както са репортерите, работещи за традиционните печатни и електронни медии. Като резултат от това те са много по-уязвими от вестниците за неща като клевета. Въпреки това, в Калифорния защитата на анонимните източници е еднаква и за двата типа журналистика.
В Канада има повече неясноти, тъй като канадският закон за клевета разрешава дела дори при липсата на лъжливи твърдения, представени като факти и дори при въпроси на публична дискусия. Според юридическия журналист Майкъл Гайст в Британска Колумбия, като част от „взрив от дела“ срещу онлайн новинарски сайтове, отделни случаи са изложили ключови проблеми на онлайн журналистиката за обсъждане. Спонсорът на Зелената партия на Канада Уейн Круукс завежда дело, в което заявява претенции към онлайн новинарска агенция, която обнародва оставки на членове на партията и позволява на публичното пространство да обобщи претенциите които те съдържат. Той изисква достъп до всички анонимни източници, потвърждавайки вътрешната информация, което според Гайст е изключително в ущърб на онлайн журналистиката. Съдебният процес „Мошеници срещу отворената политика“, привлича вниманието на Би Би Си и най-големите вестници може би заради хумористичното си име. „Мошениците“ също възразяват срещу сатирата публикувана на сайта, включително използването на името „Банда мошеници“ за техните съюзници.
Някои експерти, включително Кумуд Ранджан, смятат, че законът за клевета е напълно несъвместим с онлайн журналистиката и че правото на отговор неминуемо ще го измести. В противен случай коментарите върху събития на места, които дават на ищците за клевета твърде много права или сила, ще се преместят в различни юрисдикции или повечето коментари ще бъдат правени анонимно. Всички биха загубили права заради няколко богати личности, чиито ресурси им позволяват започването на съдебен процес за клевета, дори когато не са базирани на факти. Съгласявайки се със силната защита на издателите, които пазят само журналисти, Дженифър Джануска и други юридически коментатори понякога акцентират върху факта, че употребата на технологии за прикриване на самоличността е възможно да доведе до криминални деяния, а не само до юридически конфликти и затова трябва да се избягва, дори когато други права на индивида се губят.

## Събиране на новини
Интернет предлага също така възможности за персонализирано снабдяване и обобщаване на новини, което компилира новини от различни уебсайтове на един – новинарски агрегатор. Един от най-популярните такива компилатори е Google News. Други включват новини от Newsfeedmaker.com, Topix.net, FaceofTruth, TheFreeLibrary.com, mangrova.com.
Все пак, някои хора смятат прекомерното персонализиране за пагубно. Например някои се страхуват, че хората ще започнат да имат ограничено излагане на новини.
От март 2005 Wikinews преписва статии от други новинарски агенции.